# 漢文法
漢文法（かんぶんぽう、中国語: 文言文文法; 簡体字: 古代汉语语法; 繁体字: 古代漢語語法）は、漢文（古典中国語）の文法である。
今日の書き言葉の中国語（白話文）と比べてもっとも顕著な違いは、漢文においては二字からなる単語がほとんど使われず、ほぼ全ての単語が1字のみで表される点にある。現代中国語では二字からなる単語が極めて一般的である。この現象が存在する理由の一つには、読みの変化によって同音異義語が増える中で、複合語をつくることにより、この曖昧さを解決しようとしたことがあげられる。

## 類型学的な概説
漢文は長らく、語形変化のない言語であると説明されていた。すなわち、名詞や形容詞は格、定性、性、特定性、または数によって変化せず、また動詞は人称、数、テンス、アスペクト、限界性 、結合価、証拠性、または態によって変化しないと考えられてきた。しかし、派生形態論の観点からいえば、漢文には産出的な方法ではないが、複合語、畳語、（おそらくは接辞も）がある。また、ゼロ派生が広汎に見られる。
漢文の基本的な構成素の順序はSVO型（主語 - 動詞 - 目的語）であるが、例外もあり、VSやOV語順の場合もある。話題 - 焦点の構成も用いられる。主語または話題が必須であるわけではなく、意味が通じる場合（語用面で推論可能な場合）は省略されることが多く、またコピュラ文が動詞を省略したものになることも多い。
名詞句においては、指示語、量化限定詞、形容詞、所有、および関係詞は、主要部の名詞より前に置かれる。一方、基数詞は名詞の前後どちらにも現れる。動詞句においては、副詞は通常動詞の前に置かれる。本稿の分析のとおり、漢文では動介詞（連動文の場合）や後置詞も使われる。英語では従属節となる場面においても漢文では並列を多用する。ただし、従属節を構成する手段はあり、主節の前後どちらにも現れる。文末助詞もいくつかある。
単純な関連する2つの名詞が結合することがあるが、常に生じるわけではない。2つの名詞が所有の関係で結合したとしても、必ずしもその役割が表されるわけではないから、曖昧さにつながる。例えば、「山林」は「山と林」とも「山の林」とも読み取れる。
形態論における語形変化がないことから、漢文はゼロ標識言語である。ただし、所有と関係節は通常、従属部標示が助詞によって行われる。
否定は動詞の前に否定助詞を置くことで表す。諾否疑問文 (Yes–no question) は文末助詞で表し、疑問詞疑問文はin situの疑問代名詞にて表す。受け身形は複数あり、能動文と同様の文型となることも（少なくとも書き言葉においては）ある。
漢文の語彙は、大きく「実詞」と「虚詞」の2つに分類される。漢文学者の間において語彙分類法が完全に一致しているわけではないが、漢文の品詞分類法はラテン語のそれと類似している（名詞、形容詞、動詞、…）。しかし、多くの語が様々な品詞として使われることから、依然として議論が続いている。

## 品詞

### 品詞分類（詞類）
一般に漢文の品詞は実詞（内容語）と虚詞（機能語）に分類される。
以下、三省堂『全訳漢辞海 第四版』や数研出版『体系漢文』などに見られる標準的な品詞分類である。
- 実詞
  - 名詞
  - 代名詞（中国語: 代詞） - 虚詞にも分類される。
  - 動詞
  - 形容詞
  - 助動詞 - 虚詞にも分類される。
  - 数量詞
    - 数詞
    - 量詞
- 虚詞
  - 副詞 - 実詞にも分類される。
  - 前置詞（中国語: 介詞）
  - 接続詞（中国語: 連詞）
  - 助詞
    - 構造助詞（中国語: 結構助詞）- 「所」「之」「者」など。
    - 語気助詞 - 「哉」「乎」など。

  - 感嘆詞（中国語: 嘆詞）

#### 伊藤東涯『操觚字訣』での分類
- 助字（助辞） - 現代の文末助詞に相当する。
- 語辞 - 現代の副詞、前置詞、接続詞、感嘆詞に相当する。
- 虚字 - 現代の動詞の一部に相当する。
- 雑字 - 現代の動詞の一部、形容詞、数詞に相当する。
- 実字 - 現代の名詞に相当する。

### 名詞
名詞は、一般に普通名詞と固有名詞に分かれる。
また、時間を表す名詞を時間詞、方位を表す名詞を方位詞、場所を表す名詞を場所詞と呼ぶ。時間詞・方位詞・場所詞は副詞のように使われることがある。

### 代名詞

#### 人称代名詞
人称代名詞は一人称、二人称、三人称に分類される。また、単複の観点からも分類される。

#### 指示代名詞
漢語の指示代名詞は近称（「これ」）と遠称（「かれ」）に分かれる。日本語と異なり、中国語には中称が存在しないとされるのが一般的である。
ほか、「或」字、「某」字、英語のnobody/nothingに相当する「莫」字などを指示代名詞とすることがある。

#### 疑問代名詞
主な疑問代名詞には以下がある。
- 事物：何、曷、胡
- 人物：誰、孰
- 場所：焉、安、悪
- 数量：幾、幾何、多少
- 選択：誰、何者
- 理由：何故、何以、何為、胡為、以何

### 動詞
英語の場合は動詞の形によって能動文と受身文に分けられるが、漢文の動詞は、目的語との関係によって複数の用法をもつ。これらは、意動用法、使動用法、為動用法、または被動用法に分類される。また、動詞の語形は変化しない（ただし被動用法は除く）。

#### 意動用法
漢文では名詞または形容詞が動詞または形容詞として使われるのが一般的である。このような場合では、たいてい意動用法が関連する。その特徴の1つに、本来動詞である語はこのような用法をもたない点がある。また、名詞と形容詞では若干意味がことなる。
名詞は、主語によって行われた行動になる。その意味は、「（主語）が（目的語）を（名詞）であると考える」という形の意見になる。
- 父利其然（父はその状況を利益になると考える）

形容詞の場合は、「（目的語）が（形容詞）であると判断する」という形の観察になる。
- 漁人甚異之（漁人甚だ之を異 (あや) しみ）

#### 使動用法
この場合、名詞、動詞、および形容詞は同じ用法であるが、異なる意味となる。
名詞の場合は「…を（名詞）にする」の意味になる。たとえば、
- 先破秦入咸陽者王之（先づ秦を破りて咸陽に入る者は、之に王とせん）

注：歴史的な事例が古代中国に存在するが、このような場合はまれである。この文の解釈はかなり意見が分かれるが、上記の訳が通説である。
動詞の場合は、文によっては「…に（動詞）させる」になりうる。たとえば、
- 泣孤舟之嫠婦（孤舟の嫠婦を泣かしむ）

形容詞の場合は「…を（形容詞）にする」の意味になる。たとえば、
- 既來之、則安之（ここに来たのだから、ここを安息の地にする）

#### 為動用法
以下に為動用法の例を示す。
- ある目的のための行動を表す。

等死、死国可乎？（等しく死せんに、国に死せんこと可ならんか）
- ある特定の理由による行動を表す。

便苦咳嗽（すると咳に苦しむようになった）
- 目的語が何かをする手助けとなる。

自序其詩（自らその詩に序文を書く）
- 目的語に対して動作する

泣之三日（このことで3日間嘆き悲しむ）

### 副詞
副詞の分類には様々なものがあるが、三省堂『全訳漢辞海 第四版』では以下のように分類している。
- 程度副詞 - 「極度」「経度」「やや高度」の意。
- 範囲副詞 - 「総括」「限定」「共同」の意。
- 時間副詞 - 「過去」「現在」「将来」「終局」「緊接」「恒常」「変化」「適時」の意。
- 数量副詞 - 「重複」「頻度」の意。
- 謙敬副詞 - 「謙譲」「表敬」の意。
- 否定副詞 - 「否定」「禁止」の意。
- 語気副詞 - 「確定」「推定」「反語」の意。

## 活用
本来の品詞とは異なる品詞として文法的に働くことを活用（中国語: 詞類活用）と言う。
なお、活用とは別に、本来の品詞とは異なる（日本語の）品詞として訓読することがある。
- 一部の形容詞は動詞として訓読する。
- 一部の副詞（時間副詞や否定副詞）は再読文字や動詞として訓読する。

### 名詞の活用

#### 名詞の動詞化
1. 代詞「之」や「其＋名詞」を目的語とする場合
2. 副詞を承ける場合
3. 助動詞を承ける場合
4. 助詞「所」を承ける場合
5. 接続詞「而」で接続される場合

#### 名詞の連用化
1. 述語の前の時間詞・方位詞・場所詞
  - 胡子夜臥：胡子夜(に)臥する：胡子は夜に寝ていた（『胡祭酒集』）[11]
2. 述語の前の比喩（補読「ノゴトク(ニ)」）
  - 庶民子来：庶民子のごとく来る：庶民は子供のように慕ってやってくる（『詩経・大雅』）[11]
  - 犬坐於前：犬のごとく前に坐る（『狼三則』）
3. 述語の前の態度（補読「トシテ」）
  - 吾得兄事之：吾兄として之に事ふるを得ん：私は兄としてこの人（項羽）に敬い仕えたい（『史記・項羽紀』）[11]
4. 述語の前の手段（補読「モテ」）
  - 縄懸此物：縄もて此の物を懸く：縄で磁器の派変を吊るす（『閲微草堂筆記』）[11]

### 形容詞の活用

#### 形容詞の名詞化
1. 主語となる場合
  - 愚益愚：愚は益〻愚なり：愚か者がいっそう愚かになる（『韓愈・師説』）[11]
  - 聖'益聖：聖は益〻聖なり：聖人がいっそう聖人になる（『韓愈・師説』）
2. 目的語となる場合
  - 攻遠者遺近：遠きを攻むる者、近きを遺る：遠くを攻撃する者は近隣を忘れている（『壮悔堂文集』）[11]
3. 代詞「其」を承ける場合
  - 不知其細：其の細を知らず：詳しい事情は分からない（『劉孟涂集』）[11]
4. 助詞「之」を承ける場合
  - 空生虚妄之美：空しく虚妄の美を生ず：無意味にでたらめな修飾を生み出す（『論衡』）[11]

#### 形容詞の動詞化
1. 目的語を取る場合
  - 吾郷銭明経善詩賦：吾が郷の銭明経詩賦を善くす：私の故郷の銭明経は詩賦に巧みである（『竹葉亭雑記』）[11]
2. 助詞「所」を承ける場合
  - 以所多易所鮮：多しとする所を以って鮮しとする所に易ふ：多いと思うものを少ないと思うものと変える（『史記・貨殖列伝』）[11]

## 語順
主たる構成素の語順は、主語 - 動詞 - 目的語 (SVO) である。
- 吾有大樹：吾に大樹有り（荘子 逍遙遊第一）

この基本語順には重要な例外がある。動詞に否定助詞がつき、かつ人称代名詞が直接目的語である場合は、否定助詞 - 目的語 - 動詞 (OV) の語順となる。
- 我未之見也：我未だ之を見ざるなり。（論語 里仁第四）

疑問代名詞も同様に、直接目的語となるときは通常、動詞の前に置く。
- 之二虫又何知？：之の二虫は又何をか知らんや？（荘子 逍遙遊第一）

感嘆文では、述語となる動詞句と主語の語順を入れ替え、主語を後ろに置くこともできる。感嘆文には「哉」がつくことが多いが必須ではない。
- 賢哉回也！：賢なるかな回は！（論語 雍也第六）
- 悪在其為民父母也！：悪んぞ其の民の父母たるに在らんや/どうしてその人民の父母であるといえるのか、いや人民の父母とはいえない！（孟子 梁惠王上）

この例文では、述語動詞句は「悪在」（どこに在るのか）であり、残りの「也」までが主語となる。
話題・焦点形式の場合、話題句（〜については）が文頭に置かれる。ただし、話題助詞がつかず、再述代名詞が繰り返されることも多い。
- 夫孝、徳之本也：夫れ孝は、徳の本なり（孝経 開宗明義章第一）
- 人之所教、我亦教之：人の教ふる所、我も亦た之を教へん（老子 道化第四十二）

## コピュラ文
漢文では通常、肯定の名詞叙述文にコピュラ動詞を用いない。代わりに、2つの名詞句（片方は代名詞でもよい）を並べ、後ろに文末助詞（通常は「也」）を置く。文末助詞の省略はまれである。
- 滕小国也：滕は小国なり（孟子 梁恵王下）
- 天之生、是使独也：天の生ずる、是れ独ならしむなり（荘子 養生主第三）

この例文では「是」が再述代名詞として話題を表しており、これが後にコピュラとして「是」が使われることにつながる（漢朝初期初期の文書にすでに見られる)。
しかし、漢文にコピュラがないわけではない。否定コピュラ「非」だけでなく、肯定のコピュラ「為」も存在する。これらの動詞が使われるときは、文末助詞が省略されることも多い。
- 子非我：子は我にあらず（莊子 秋水第十七）
- 道可道、非常道：道の道 (い) ふべきは、常の道にあらず（老子 道経第一）
- 道可道也、非恒道也：道の道ふべきは、恒の道にあらざるなり（老子 道経第一の異版）
- 天也、非人也：天なり、人にあらざるなり（荘子 養生主）
- 子為誰？：子は誰と為す？（論語 長沮・桀溺）

## 主な文法書・助字研究書

### 日本語

#### 前近代
- 荻生徂徠『訳文筌蹄』
- 伊藤東涯『用字格』
- 伊藤東涯『操觚字訣』
- 皆川淇園『助字詳解』
- 皆川淇園『実字解』

#### 近現代
- 廣池千九郎『支那文典』（早稲田大学出版部、1905年）
- 廣池千九郎『應用支那文典』（早稲田大学出版部、1909年）
- 松下大三郎『標準漢文法』（紀元社、1927年）
- 西田太一郎『漢文法要説』（東門書房、1948年）
- 藤堂明保・近藤光男『中国古典の読みかた 漢文の文法』（江南書院、1956年）
- 太田辰夫『古典中国語文法 改訂版』（江南書院、1958年）
- 高橋君平『漢語形体文法論』（大安、1963年）
- 牛島徳次『漢語文法論 古代編』（大修館書店、1967年）
- 牛島徳次『漢語文法論 中古編』（大修館書店、1971年）
- 加地伸行『漢文法基礎』（増進会出版社、1977年）
- 西田太一郎『漢文の語法』（角川書店〈角川小辞典〉、1980年）
  - 西田太一郎、齋藤希史・田口一郎校訂『漢文の語法』（角川書店〈角川ソフィア文庫〉、2023年）
- 太田辰夫『中国語歴史文法』（齋藤希史解説、汲古書院、1984年）
- 太田辰夫『中国語史通考』（白帝社、1988年）
- 三浦勝利『漢文を読むための助字小字典』（内山書店、1996年）
- 江連隆『漢文語法ハンドブック』（内山書店、1997年）
- 濱口富士雄『漢文語法の基礎』（東豊書店、1997年）
- 多久弘一・瀬戸口武夫『新版 漢文解釈辞典』（国書刊行会、1998年）
- 天野成之『漢文基本語辞典』（大修館書店、1999年）
- 濱口富士雄『古医書語法の基礎』（東豊書店、2004年）

### 中国語
- 馬建忠《馬氏文通》（1898年）
- 楊樹達《高等国文法》（1930年）
- 楊伯峻《中国文法語文通解》（商務印書館、1936年）
- 楊伯峻《文言語法》（北京出版社、1956年）
  - 波多野太郎・香坂順一・宮田一郎訳『中国文語文法』（江南書院、1956年）
- 周法高《中国古代語法》（1959-1962年）
- 楊伯峻《文言文法》（中華書局、1963年）
  - 佐藤進監修、小方伴子訳『漢文文法と訓読処理―編訳『文言文法』』（二松学舎大学、2006年） - 『文言文法』（1983年）の翻訳
- 王力《古代漢語》（中華書局、1981年）
  - 豊福健二等訳『中国古典読法通論』（朋友書店、1992年） - 「古漢語通論」のみの訳

- 楊伯峻・何楽士《古漢語語法及其発展》（語文出版社、1992年）

### 英語
- Edwin Pulleyblank, Outline of Classical Chinese Grammar, University of British Columbia Press. (1995)
  - 佐藤進監修、小方伴子・槙美貴訳『古漢語語法概論』（二松学舎大学21世紀COEプログラム、2009年）